# Callitettix ruficeps
Callitettix ruficeps är en insektsart som beskrevs av Melichar 1915. Callitettix ruficeps ingår i släktet Callitettix och familjen spottstritar. Inga underarter finns listade i Catalogue of Life.